# Montreal Star
Der Montreal Star war eine englischsprachige kanadische Zeitung, die in Montreal, Quebec, Kanada erschien. Sie wurde 1979 als Folge eines achtmonatigen Streiks eingestellt. Sie war bis in die 1950er-Jahre Kanadas größte Zeitung und blieb bis kurz vor ihrer Schließung die dominierende englischsprachige Zeitung in Montreal.

## Geschichte

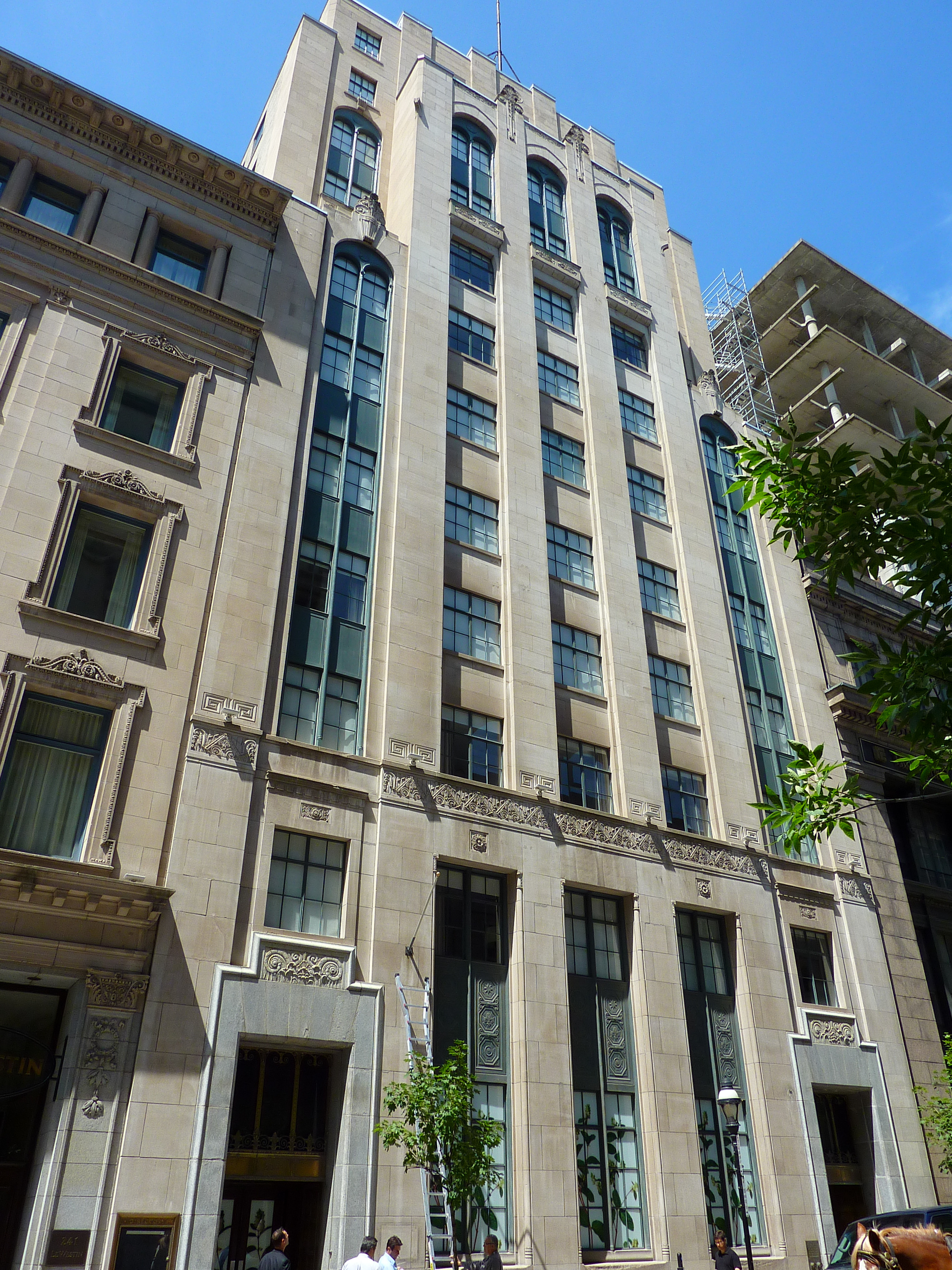
Das ehemalige Montreal Star Building an der Saint Jacques Street in Old Montreal.

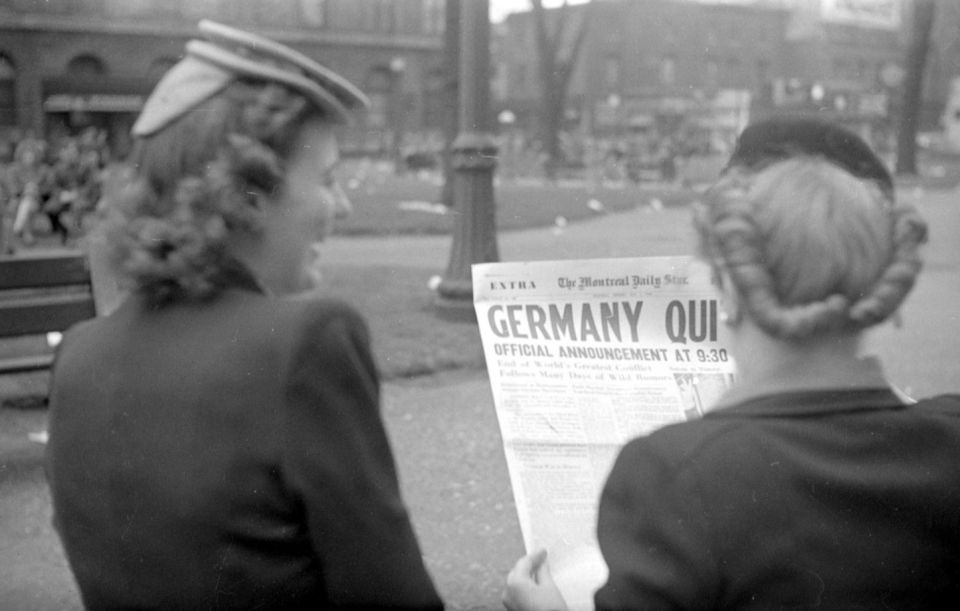
Die Titelseite der Montreal Daily Star berichtet über die bevorstehende Kapitulation Deutschlands.

Die Zeitung wurde am 16. Januar 1869 von Hugh Graham, 1. Baron Atholstan und George T. Lanigan unter dem Namen Montreal Evening Star gegründet. Graham führte die Zeitung fast 70 Jahre. 1877 wurde The Evening Star in The Montreal Daily Star umbenannt. Im Jahr 1899 erreichte sie täglich 53.600 Leser und im Jahr 1913 wurden 40 Prozent der Auflage außerhalb von Montreal verkauft.
Bis 1915 beherrschte der „Montreal Star“ den Markt der englischsprachigen Abendzeitungen in der Stadt und Graham konnte seine Konkurrenten überbieten, die somit schließen mussten, was ihm die Kontrolle über den englischsprachigen Markt sicherte.
Im Jahr 1925 verkaufte Graham den Montreal Star an John Wilson McConnell, jedoch führte er den Betrieb der Zeitung bin zu seinem Tod im Jahr 1938 fort. McConnell besaß noch zwei andere Zeitungen, den Montreal Standard und die Family Herald
Anfang der 1940er-Jahre wurde der Montreal Star sehr erfolgreich, seine Auflage betrug fast 180.000 Exemplare und für weitere 30 Jahre blieb sie ungefähr auf diesem Niveau.
Im Jahr 1951 gab der Montreal Star auch ein Wochenendmagazin als Ergänzung heraus (untergeordnet dem vormaligen Montreal Standard) mit einer Anfangsauflage von 900.000 Exemplaren.
Nach dem Tod McConnells im Jahr 1963 akquirierte die in Toronto ansässige FP newspaper group, die Eigentümer von The Globe and Mail und der Winnipeg Free Press war, den Montreal Star. Später im Jahr 1980 wurde die FP-Kette dann von Thomson Newspapers erworben.
Im Jahr 1978 begann ein Streik der Drucker (durch die Gewerkschaft „printers' union“) und damit auch die letzten acht Monate der Zeitung. Obwohl der Streik im Februar 1979 beigelegt wurde, und der Montreal Star wieder erschien, hatte er Leser und Anzeigenkunden an die konkurrierende Zeitung The Gazette verloren und so wurde die Zeitung nur ein paar Monate am 25. September 1979 dauerhaft eingestellt. The Gazette kaufte das Gebäude, die Druckerei und das Archiv des Montreal Stars und wurde so zur einzigen englischsprachigen Zeitung in Montreal.  Die Zeitung stellte ihr Erscheinen nur ein paar Monate nach einer anderen Tageszeitung in Montreal ein, denn auch die Montréal-Matin stoppte die Druckerpresse. Von diesen Schließungen waren viele Menschen in Montreal betroffen.
Zeitgleich zum Montreal Star schlossen die Calgary Albertan, die Winnipeg Tribune und das Ottawa Journal. Dieses veranlasste die Bundesregierung, die Kent-Kommission einzurichten, um Zeitungsmonopole in Kanada zu untersuchen.

## Wichtige Mitarbeiter
Der „Star“ war die erste Zeitung in Kanada, die einen Stab von Cartoonisten hatte, beginnend mit der Einstellung von Henri Julien im Jahr 1888.
Der Sportredakteur Harold Atkins, der in der Kolumne „Sports Snippings“ schrieb, vergab zwei Spitznamen: Maurice Richard bezeichnete er als die „Rocket“ und das Rollstuhl-Basketballteam nannte er „The Wheelchair Wonders“.
Tom Paskal, Mit-Herausgeber der Zeitung und verantwortlich für das Wissenschaftsressort, schrieb im Jahr 1981 das Werk Sand Castles: Telidon Field Trials in Canada, eine der ersten Studien über die Frage, wie sich das Internet entwickeln werde.
Andere Mitarbeiter die erwähnenswert sind: Red Fisher, Doris Giller, Nick Auf der Maur, Don Macpherson, Terry Mosher und Dennis Trudeau. Viele von ihnen wechselten zur The Gazette, als der „Star“ geschlossen wurde.
Raymond Heard war für die Zeitung von 1963 bis 1973 der Korrespondent im Weißen Haus und diente dann der Zeitung von 1976 bis zur Schließung 1979 als Chefredakteur, der für alle Inhalte verantwortlich war.